# Harz
L'Harz è una catena montuosa nella Germania settentrionale. Si trova sul confine tra i Länder della Bassa Sassonia e della Sassonia-Anhalt, ed è quindi la più settentrionale delle catene montuose tedesche. Il nome tedesco Harz viene da una parola dell'alto tedesco medio che significa "foresta".
È ricco di boschi e di giacimenti minerari.

## Caratteristiche

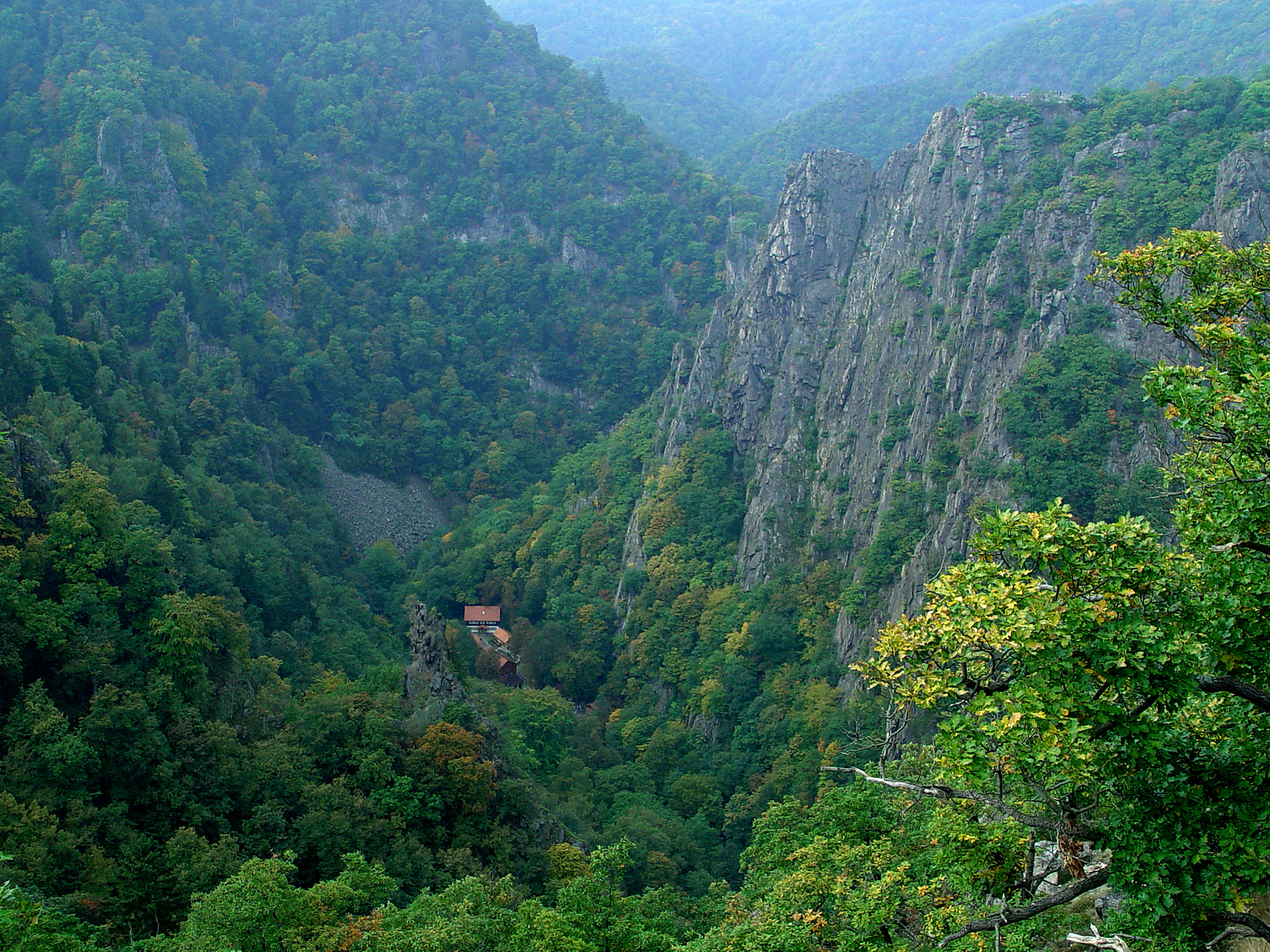
Veduta della gola del fiume Bode, la Bodetal

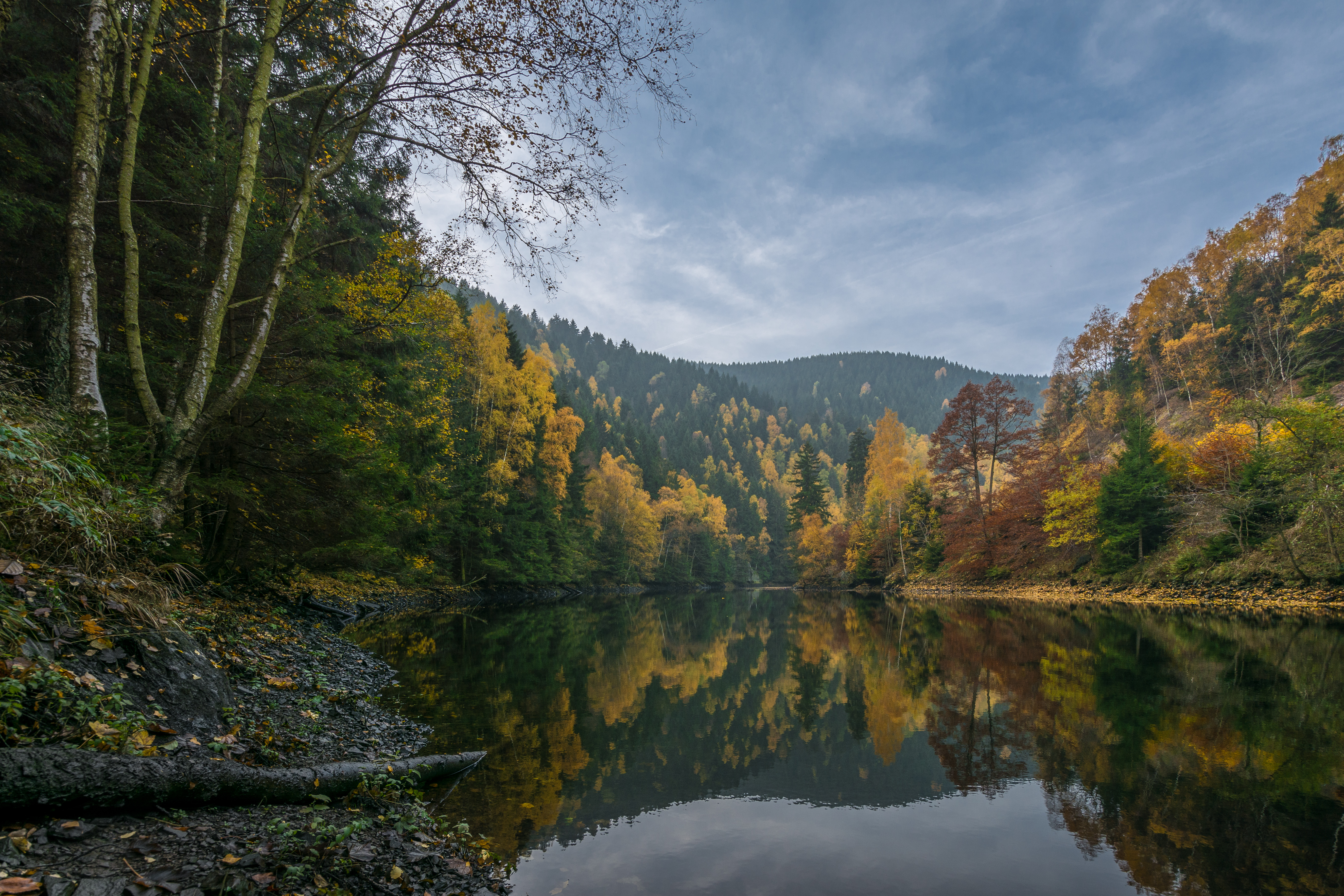
La Valle dell'Oker.

L'Harz si estende per circa 100 km con asse diretto da NO a SE con una larghezza che raggiunge circa i 35 km. Il rilievo montuoso è costituito da un nucleo granitico rivestito da scisti paleozoici. Si distinguono: a NO, l’Alto Harz, culminante a 1142 m nel Brocken; a SE, il Basso Harz, un ripiano inferiore a 600 m s.l.m. È ricco di boschi e di giacimenti minerari. La montagna del Brocken è situata nella parte occidentale della catena montuosa, mentre la montagna più alta della parte orientale è il Wurmberg (971 m).
La parte orientale dello Harz viene definita Basso Harz, in tedesco Unterharz. Quest'area è ricoperta di foreste decidue frammiste a prati.  Mentre la zona più elevata dello Harz è quella occidentale che è chiamata Oberharz ed è caratterizzata da ampie foreste di abeti. In questa parte montuosa si trova il sistema idrico dell'Oberharz, che si annovera fra i patrimoni UNESCO della Bassa Sassonia.

## Storia
I primi insediamenti urbani sull'Harz, come la città di Goslar, si svilupparono nel Medioevo: in tempi antichi le dense foreste rendevano la regione inaccessibile. 
Tuttavia la catena montuosa fu frequentata fino dal III secolo a.C da tribù celtiche e in seguito da tribù germaniche, come i Cherusci.
Nel De Bello Gallico di Cesare si nomina la Foresta Ercinia, regione al di là del Reno e del Danubio. Il nome Ercinia richiama etimologicamente il nome tedesco Harz e nel corso del medioevo alcuni documenti parlano dello Harz come Selva Ercinia. Mentre nell'opera del geografo Tolomeo l'Harz invece viene identificato come Μηλίβοκον (Mēlíbokon).
Durante il III secolo d.C. nelle colline adiacenti al massiccio montuoso fu combattuta la battaglia di Harzhorn fra l'esercito romano e le tribù germaniche.
Fu solo nel X secolo che i re di Sassonia presero possesso delle montagne e le usarono come terreno di caccia. Nel 968 depositi d'argento vennero scoperti nei pressi della città di Goslar. Nei secoli seguenti vennero aperte miniere lungo tutta la catena. Testimonianza di questo secolare sfruttamente delle risorse minerarie dello Harz è il complesso di Rammelsberg, che per la sua unicità è patrimonio dell'UNESCO.
Tuttavia il benessere della regione declinò dopo che questi giacimenti furono esauriti, all'inizio del XIX secolo. I paesi vennero abbandonati per un breve periodo, ma la prosperità tornò con il turismo. Tra il 1945 e il 1990 lo Harz venne diviso tra la Germania Ovest e la Germania Est, diventando parte del confine interno della Germania.
Oggi l'Harz rappresenta una meta di turismo molto popolare, sia per gli escursionisti estivi, che per gli amanti degli sport invernali.

## Flora e fauna

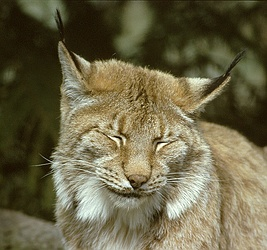
Lince dell'Harz

L'Harz è in parte tutelato, attraverso il Parco nazionale dell'Harz che si estende fra la Bassa Sassonia e la Sassonia-Anhalt.In queste area è tutelato un ambiente silvestre montano, caratterizzato da una flora e fauna tipicamente centro-europea e con un habitat costituito da foreste di conifere e da zone acquitrinose. Sull'Harz nascono molti fiumi, come l'Ilse e l'Oker.
Sul massiccio montuoso abbiamo una varietà di paesaggi, che vanno dai boschi di abete rosso fino ad alcune zone umide, costituite da stagni e paludi. Queste zone acquitrinose sono fra i migliori esempi di paludi centro europee ancora ad oggi conservatesi integramente: la loro formazione risale infatti a circa 10.000 anni fa.
Per quanto riguarda le varietà boschive, fino ad un'altezza di 700 metri, il paesaggio è dominato da faggete. Seguono, fra un'altezza di 800 e 1000 metri, i boschi di abete rosso arricchiti anche dalla presenza di numerose betulle e salici.
Fra gli animali più caratteristici di questo territorio troviamo il gallo cedrone, il gatto selvatico e la lince.
La lince rappresenta l'animale simbolo dell'Harz. Purtroppo per molto tempo non sono esistiti più esemplari allo stato brado: l'ultimo avvistamento risale al 1818. Dal 1999 esiste un progetto di reintroduzione di questo animale nel suo habitat naturale. Ad oggi grazie a politiche di tutela questa popolazione felina vive all'interno di precise riserve naturali tutelate dell'Harz. Dal 2002 alcuni esemplari di lince sono nati allo stato brado.
Invece il gatto selvatico, anch'esso per molto tempo scomparso, dal 2018 è nuovamente presente nel territorio dell'Harz.
Fra gli altri mammiferi si annovera la presenza del cervo rosso, del capriolo, del cinghiale e anche del muflone.
Il muflone, un tipico ovino selvatico dell'area mediterranea, è stato introdotto nel 1906 da un mercante di Amburgo. 
Ad oggi la popolazione del muflone dell'Harz si aggira intorno ai 1500 esemplari.

## Località dell'Harz

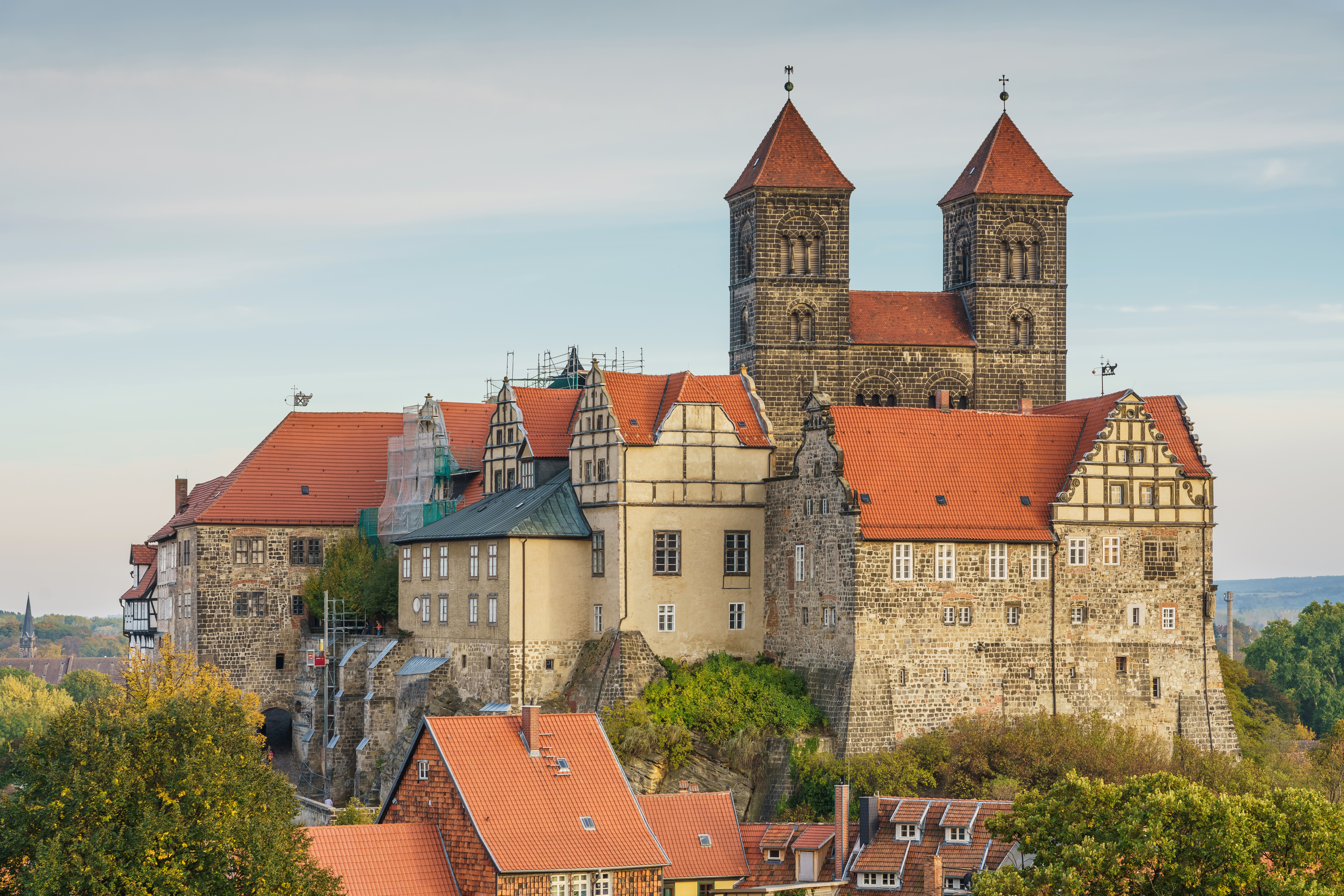
L'abbazia-castello di Quedlinburg

| - Altenau - Bad Gandersheim - Bad Grund - Bad Harzburg - Bad Lauterberg - Bad Sachsa - Benneckenstein - Braunlage - Clausthal-Zellerfeld - Derenburg - Elend | - Gernrode - Goslar - Harzgerode - Hasselfelde - Herzberg am Harz - Ilfeld - Ilsenburg (Harz) - Osterode | - Rübeland - Sankt Andreasberg - Schierke - Seesen - Stolberg - Suderode - Tanne - Thale - Treseburg - Walkenried - Wernigerode |

### Città nel bacino dell'Harz
- Bassa Sassonia: Alfeld, Bad Gandersheim, Bad Salzdetfurth, Bockenem, Duderstadt, Einbeck, Gottinga, Hildesheim, Northeim, Salzgitter, Vienenburg e Wolfenbüttel.
- Sassonia-Anhalt: Aschersleben, Derenburg, Eisleben, Halberstadt, Hettstedt, Oschersleben, Osterwieck, Quedlinburg e Staßfurt.
- Turingia: Bleicherode, Heringen/Helme, Nordhausen e Sondershausen.

## Fiumi dell'Harz
- Bode
- Ilse
- Innerste
- Oder
- Oker
- Söse
- Selke

## Turismo
Il turismo è molto importante per l'Harz, anche se la diffusione di viaggi aerei a basso costo ha portato a un declino negli ultimi anni. Ci sono molte città termali e quasi tutti i villaggi dell'Harz si rivolgono ai turisti. Le destinazioni più note sono il Parco Nazionale dello Harz e il Brocken, nonché le città storiche ai margini dello Harz. Anche concetti come la città western o i concerti rock sul Brocken sono destinati a essere particolarmente attraenti per i turisti stranieri. L'Harzer Verkehrsverband (HVV) è responsabile del settore turistico dello Harz.
Sebbene lo sport invernale nell'Harz non abbia l'importanza di altre zone montane, come la Selva di Turingia, i Monti Metalliferi, la Foresta Nera o addirittura le Alpi, le strutture per gli sport invernali sono numerose. Di particolare rilievo sono i villaggi e le città di Altenau (compresa Torfhaus), Benneckenstein, Braunlage (compresa Hohegeiß), Goslar-Hahnenklee, Hasselfelde, Sankt Andreasberg (compresi Sonnenberg e Oderbrück) e Schierke. Grazie all'alta quota e alla lunghezza delle piste, lo sci nordico è molto popolare. Le gare internazionali di sport invernali si svolgono sul trampolino di Wurmberg, vicino a Braunlage, e sull'impianto di biathlon di Sonnenberg.

## Galleria d'immagini

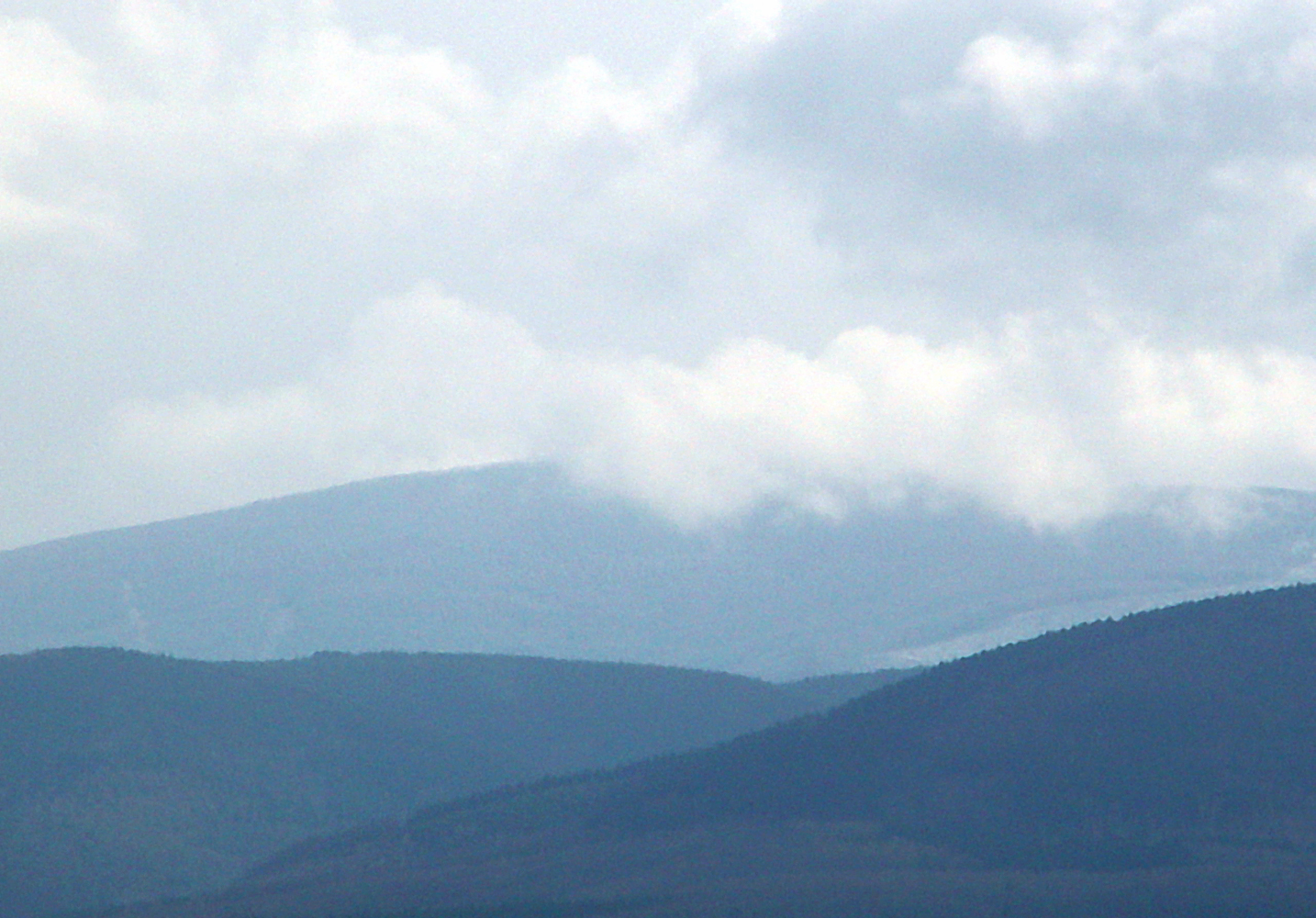
Harz
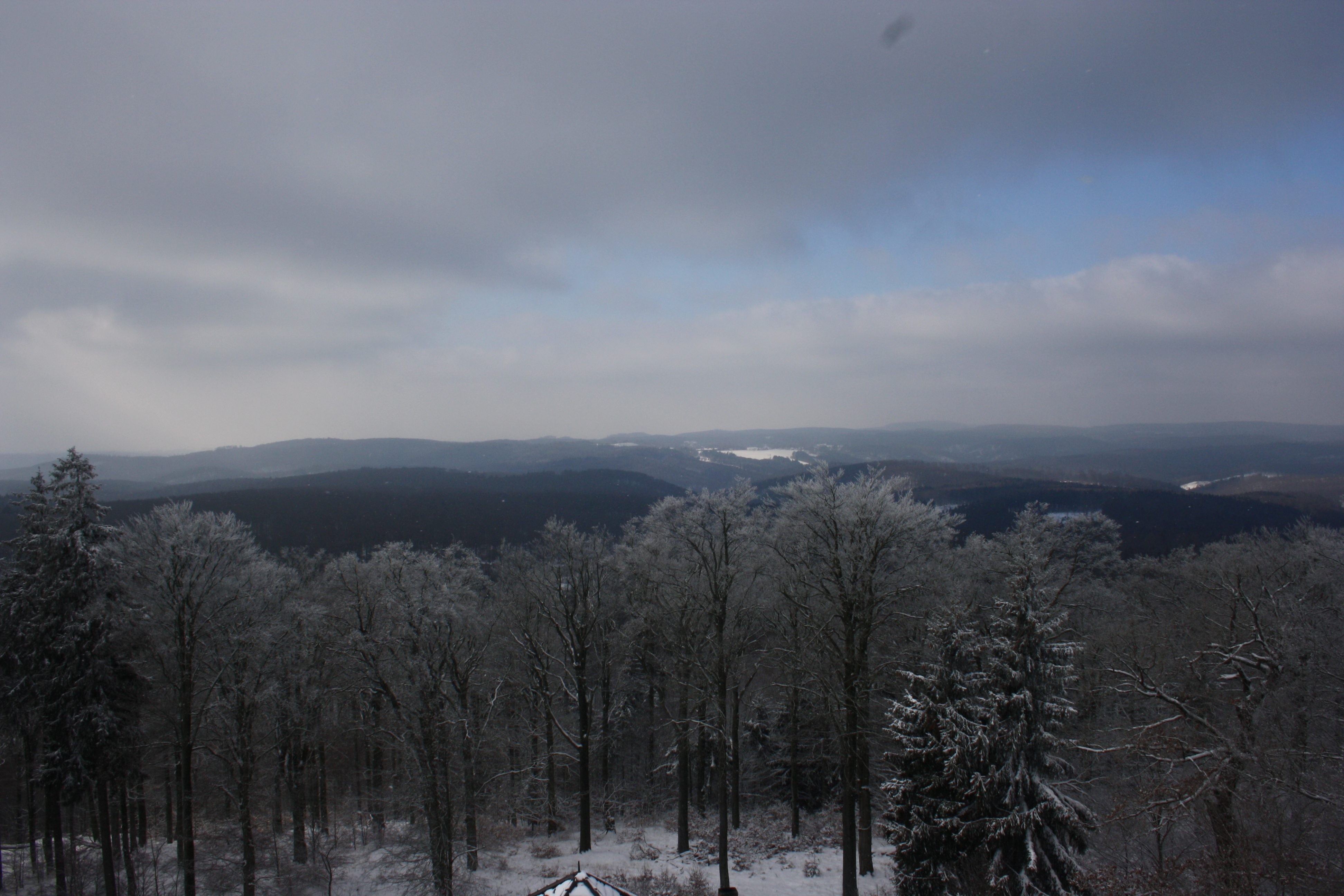
Inverno nel'Unterharz
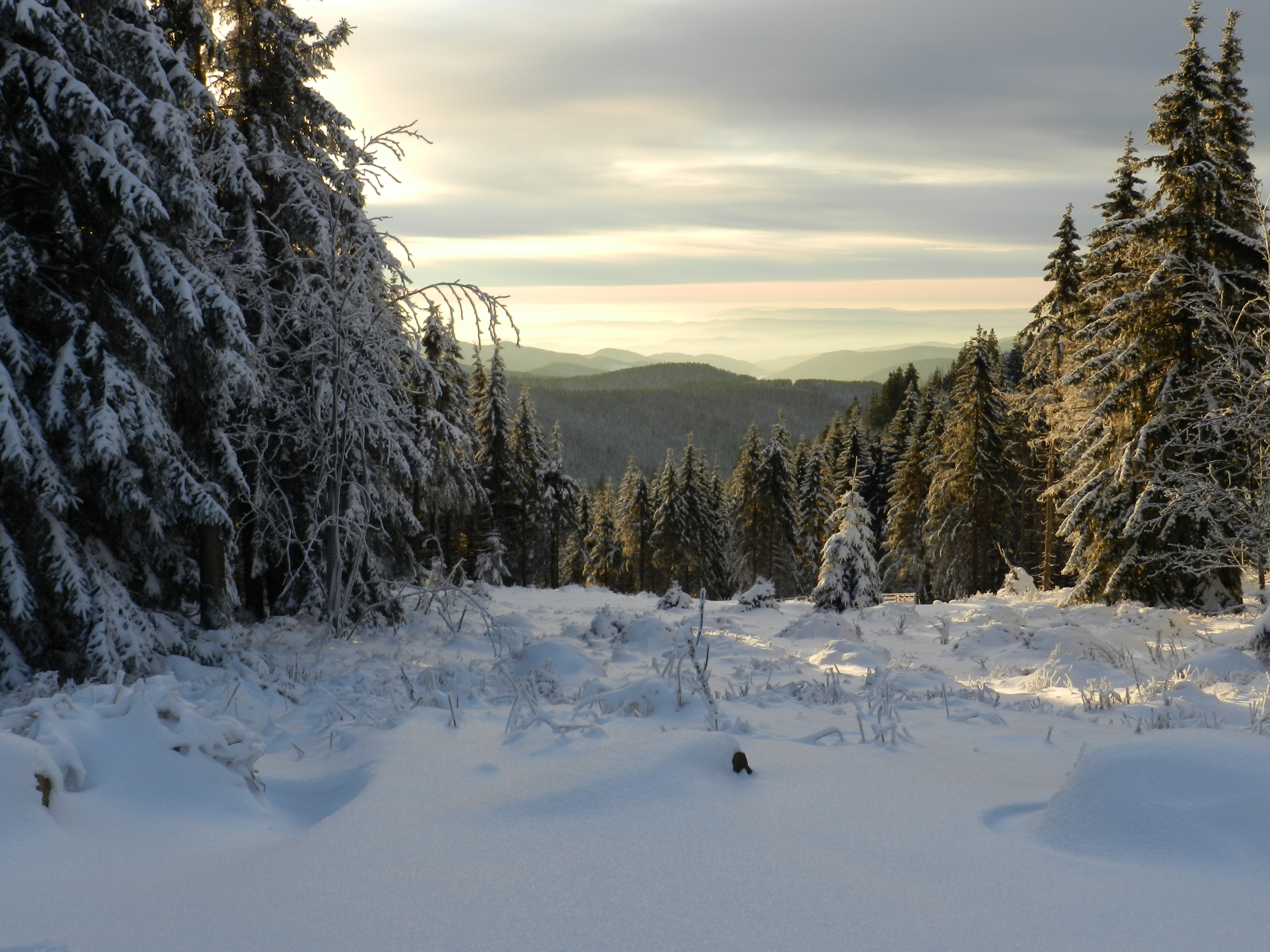
Inverno nell'Oberharz
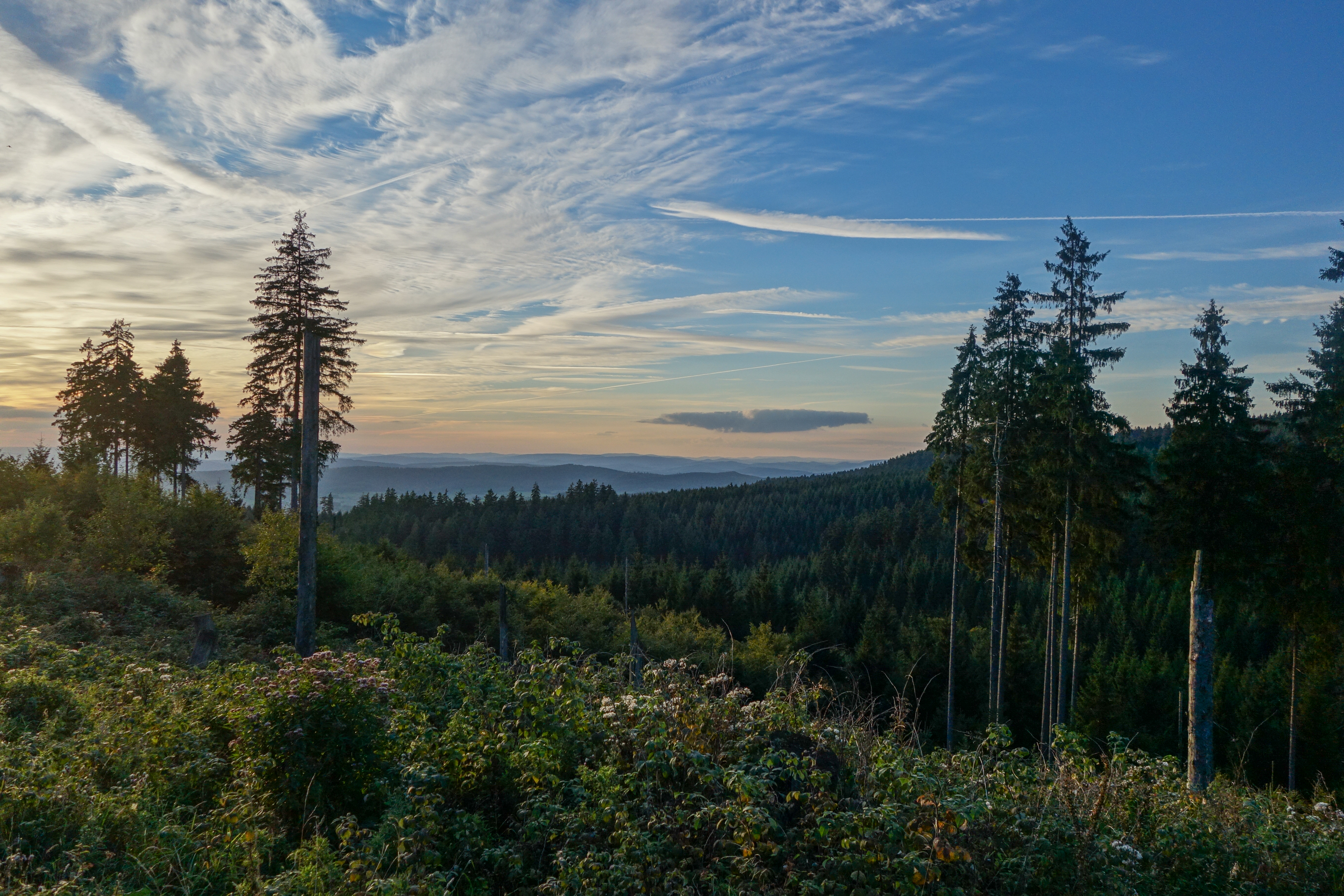
L'Oberharz